# Laure Brouardel
Pour les articles homonymes, voir Brouardel.
Laure Brouardel, née à Fontainebleau le 30 mars 1852 et morte à Paris le 31 décembre 1935, est une peintre française et aquarelliste.

## Biographie

### Enfance, éducation et vie privée
Laure Lapierre est la fille de Céline Huet (vers 1830-?) et de Louis Émile Lapierre, peintre paysagiste (1817-1886) avec lequel elle prend goût pour la peinture. Il semble qu'elle ait appris la peinture sans maître particulier.
Elle se marie vers 1873 avec l'industriel Georges Duchesne-Fournet (1840-1885) puis avec le médecin des Hôpitaux Paul Brouardel vers 1887,. Ce dernier meurt en 1906.
Le château de La Monteillerie, près de Lisieux, est sa résidence d'été et Laure Brouardel est inscrite à la société des Amis des Arts de Lisieux.

### Carrière artistique
Laure Brouardel commence par peindre des portraits,. Elle se fait connaître essentiellement comme aquarelliste. La première exposition de ses œuvres date de 1876. Elle est membre de l'Union des femmes peintres et sculpteurs, de la société artistique de Fontainebleau  et du Salon des Artistes Français. Ses tableaux y sont exposés entre 1890 et 1901.
Ses divers voyages en Syrie, à Jérusalem, en Grèce, en Italie (dont Venise) à Lisieux et Fontainebleau lui permettent d'y peindre de nombreux paysages en lien avec l'influence de l’École de Barbizon que son père lui a transmis.
En 1893, les organisateurs de l'exposition universelle de Chicago accordent un pavillon dédié à la Femme : ce Woman's Building incorpore une centaine de plasticiennes venues du monde entier, parmi lesquelles trente peintres françaises, en partie oubliées, dont Laure Brouardel,.

## Expositions

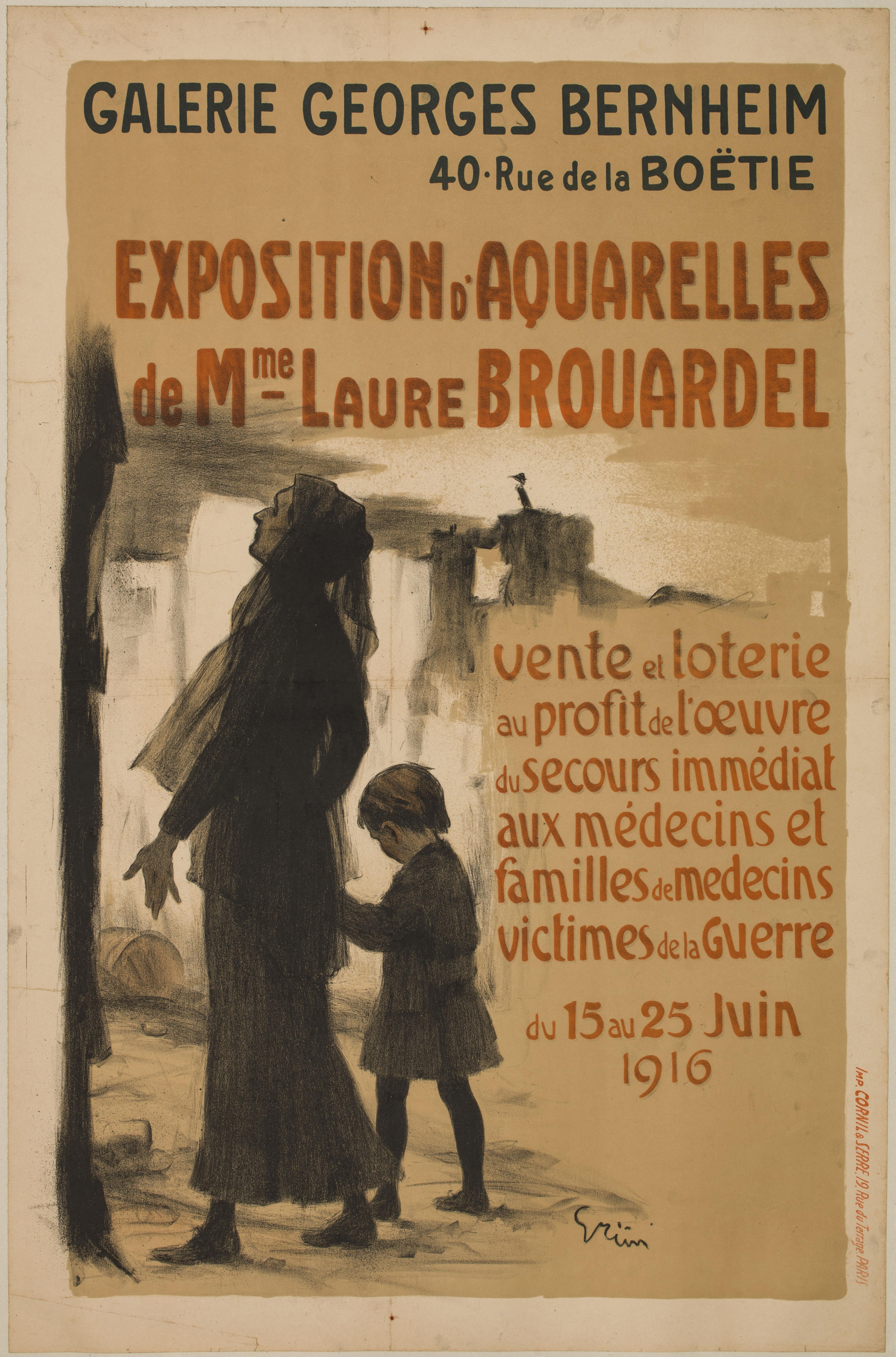
Exposition d'aquarelles de Laure Brouardel à la galerie Georges Bernheim, affiche de Jules Grün, 1916

En juin 1916, Laure Brouardel donne à deux reprises des aquarelles au profit des médecins et de leurs familles victimes de la première guerre mondiale.
En 2018, le Musée d’art et d’histoire de Lisieux présente Portrait de femme aux coquelicots ou anémones dans le cadre de son exposition sur la hiérarchie des genres artistiques,.

## Galerie

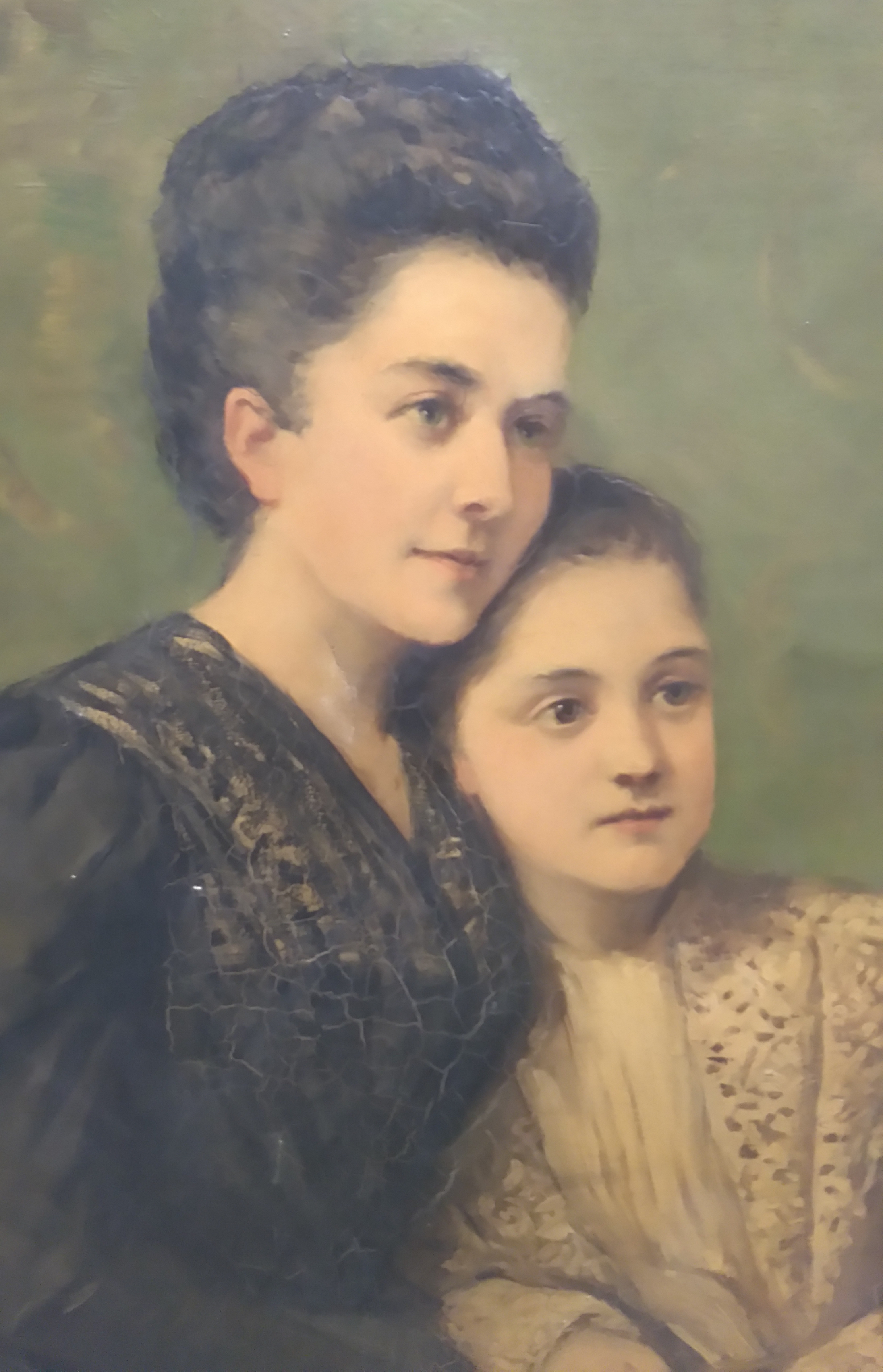
Détail du portrait de Marie-Catherine Debrousse et sa fille, (1895)
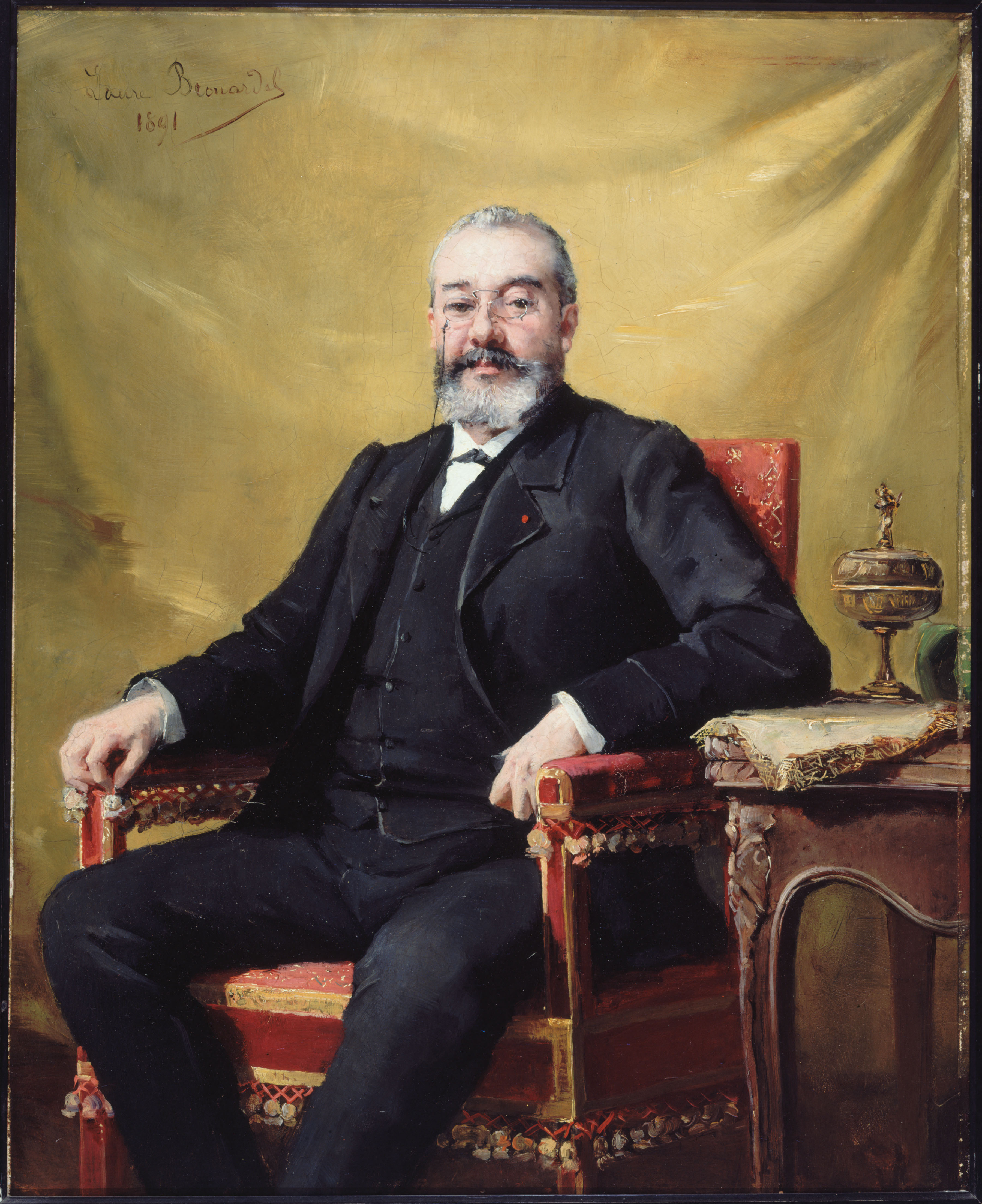
Adrien Proust (1891), Musée Carnavalet.
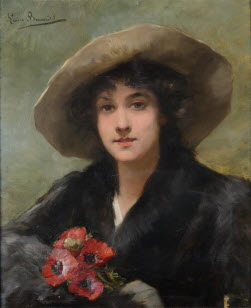
Portrait de femme aux coquelicots ou anémones, (c1900), Musée d'Art et d'Histoire de Lisieux
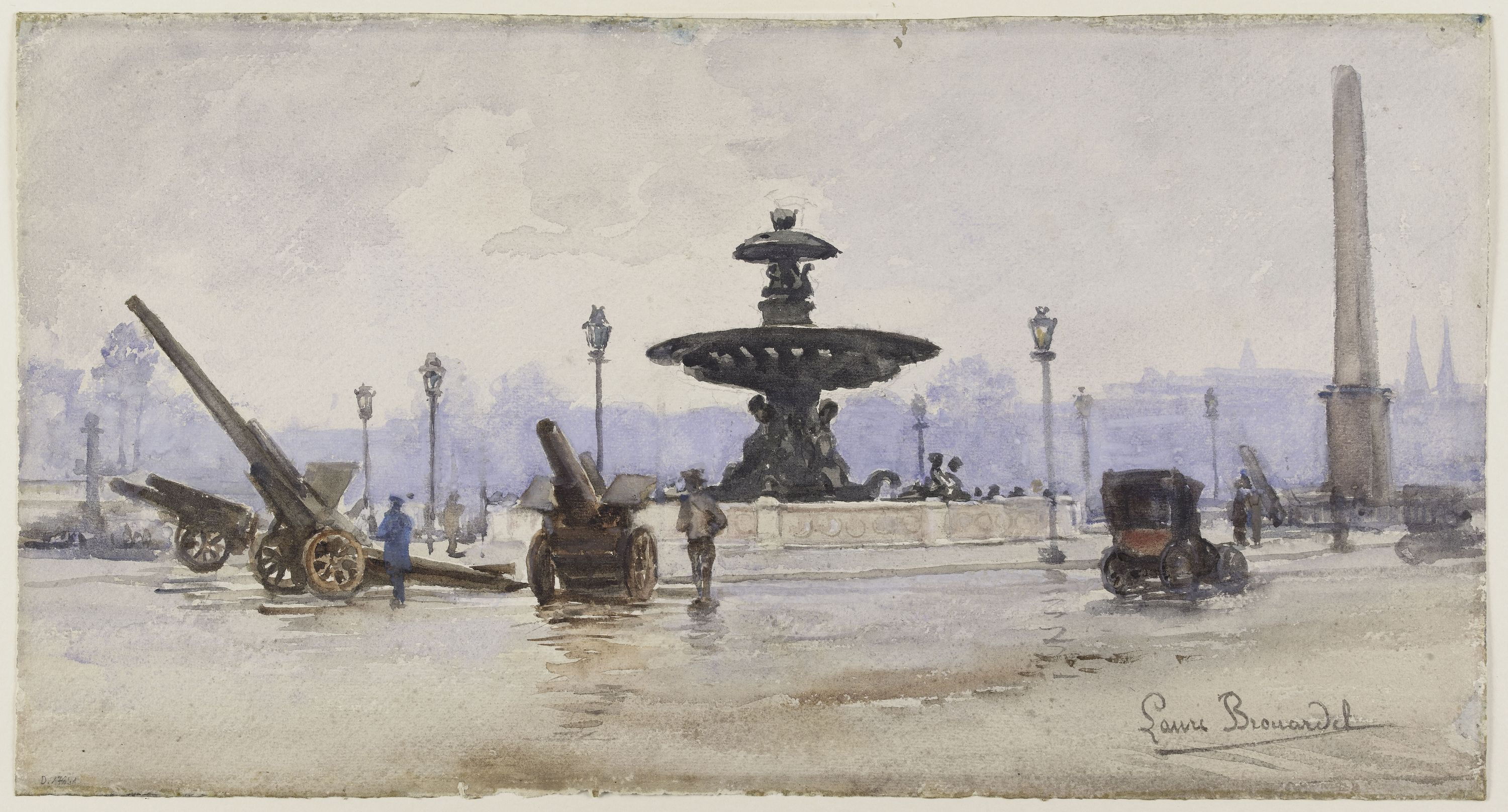
La place de la concorde pendant la grande guerre (c1914), Musée Carnavalet.
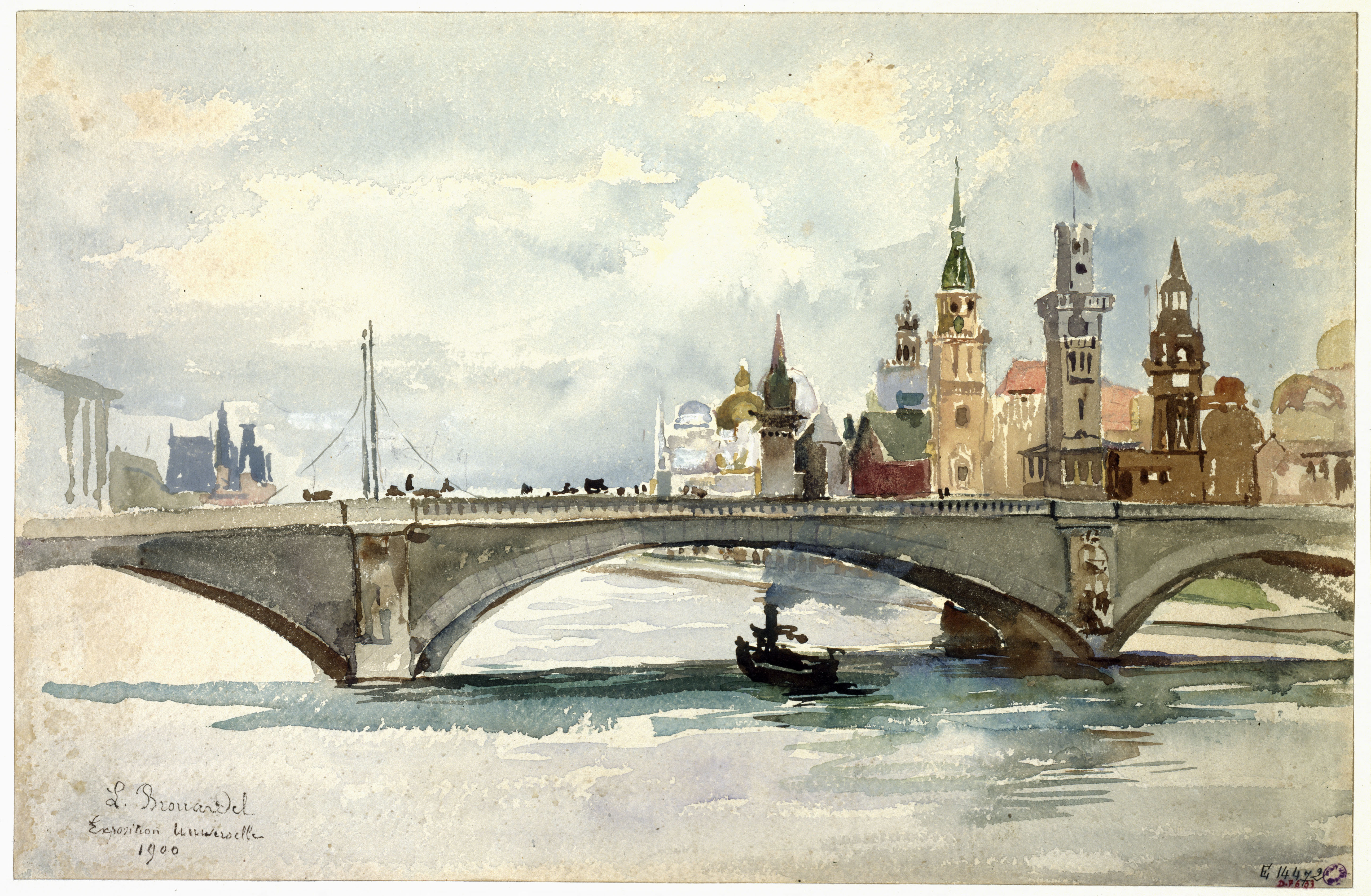
Le pont de l'Alma, Exposition universelle de 1900 (1900), Musée Carnavalet.
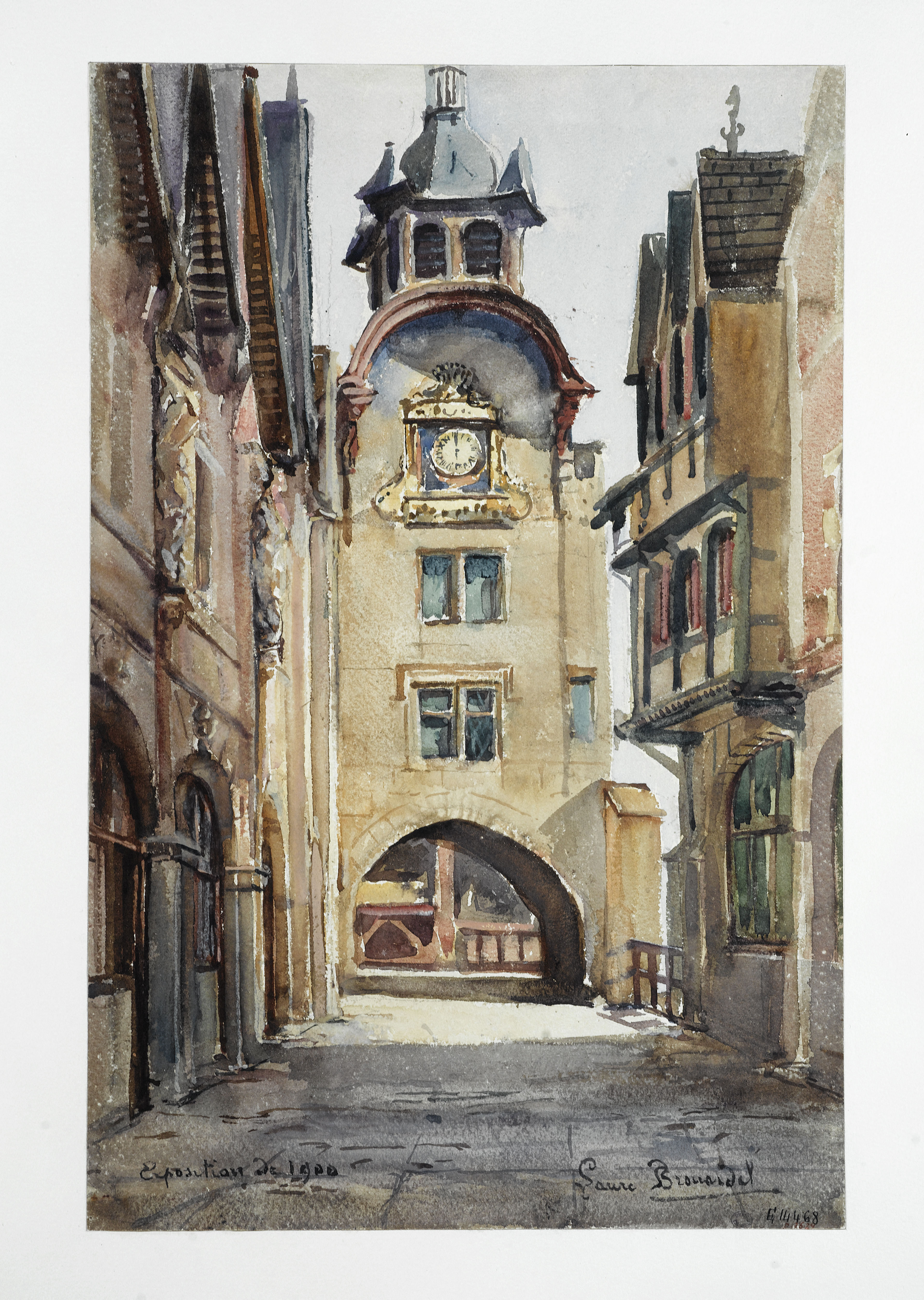
Le vieux paris, Exposition universelle de 1900 (1900), Musée Carnavalet
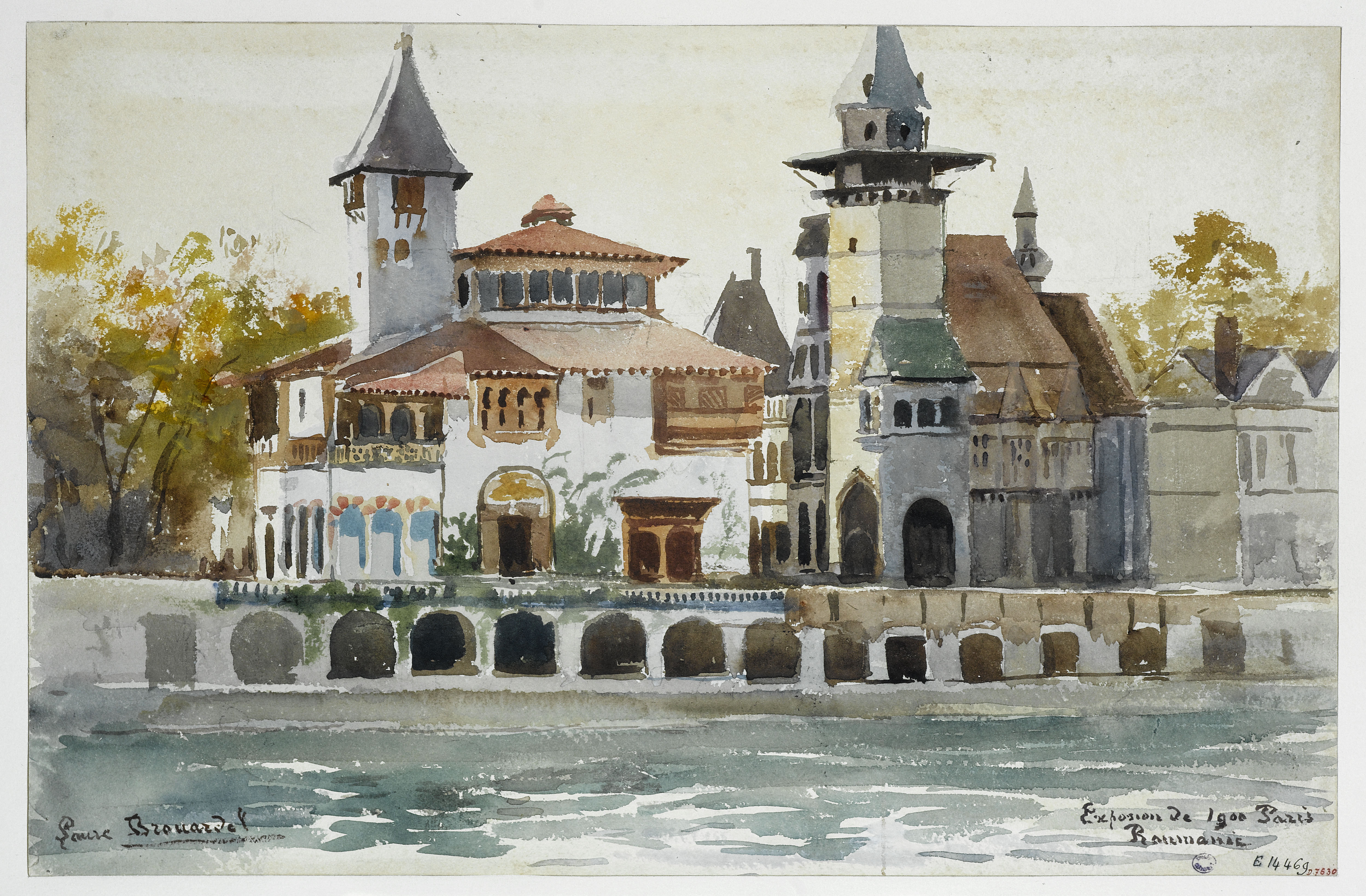
Le pavillon de la Roumanie, Exposition universelle de 1900, (1900), Musée Carnavalet.
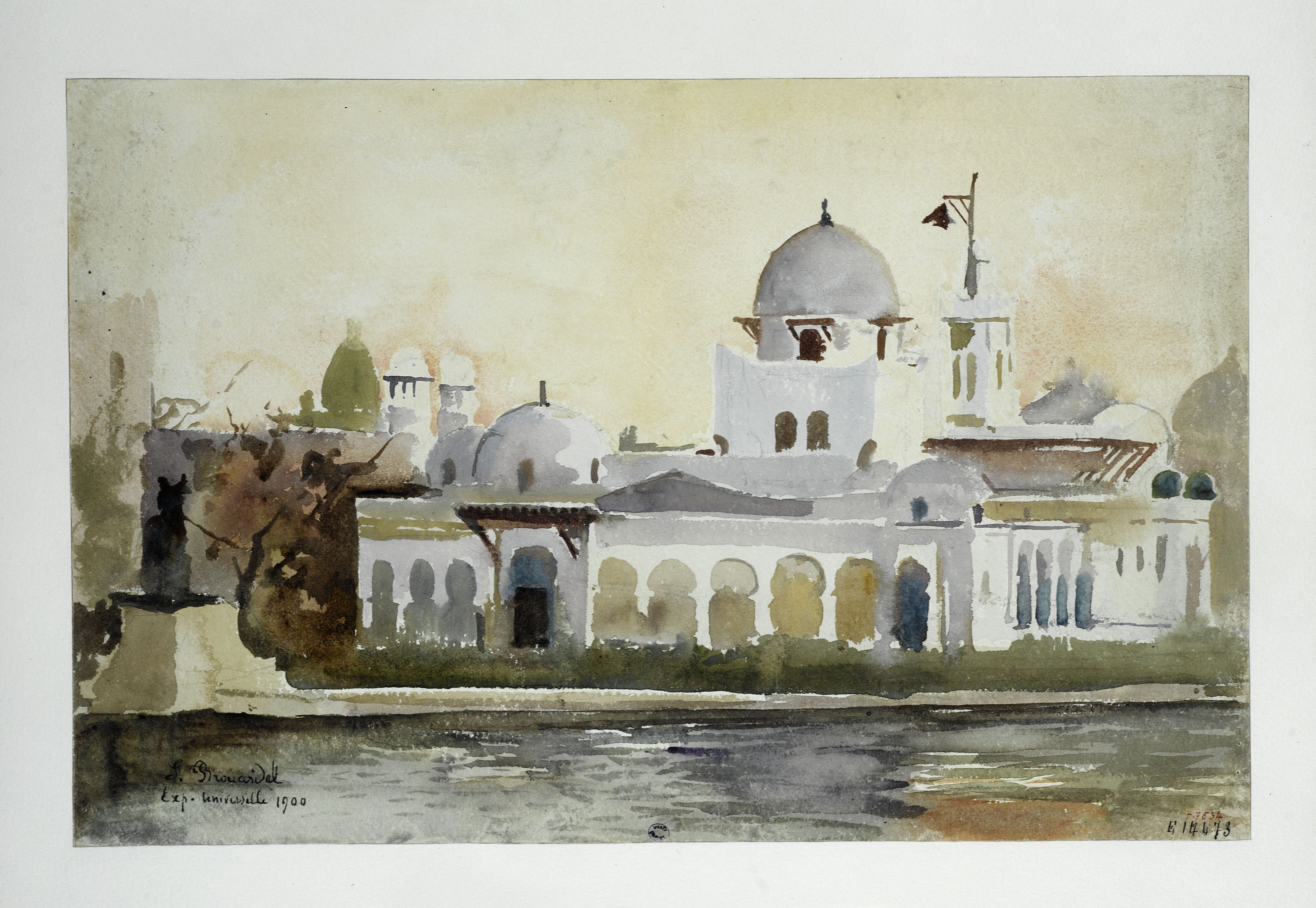
Le pavillon de la Turquie, Exposition universelle de 1900, (1900), Musée Carnavalet.